# Elaphidion pseudonomon
Elaphidion pseudonomon es una especie de escarabajo longicornio del género Elaphidion, categorizada en la tribu Elaphidiini, de la subfamilia Cerambycinae. Fue descrita por Ivie en 1985.

## Descripción
Mide 9,5-17 mm de longitud.

## Distribución
Se distribuye por América: Puerto Rico, Islas Vírgenes Británicas y San Cristóbal y Nieves.